# Cylichna alba
Cylichna alba — вид морских брюхоногих моллюсков семейства Cylichnidae. Максимальная длина раковины 7 мм. Бентосный моллюск, обитающий на глубине 2—1829 м, обычно 5—1096. Этот вид населяет илистые отмели в эстуариях рек, где скрывается в высыхающих матах камыша. Им кормятся прибрежные птицы, такие как кулики. Обитает в Атлантическом и Тихом океанах, Средиземное море и Арктике: у побережья Канадского арктического архипелага и в европейских водах. Встречается от тропических до арктических вод. Безвреден для человека, не является объектом промысла. Охранный статус вида не оценивался.